# Penrosada curvilinea
Penrosada curvilinea är en fjärilsart som beskrevs av Gustav Weymer 1911. Penrosada curvilinea ingår i släktet Penrosada och familjen praktfjärilar. Inga underarter finns listade i Catalogue of Life.